# Schoonspringen op de Olympische Zomerspelen 2000
Schoonspringen is een van de sporten die beoefend werden tijdens de Olympische Zomerspelen 2000 in Sydney.

## Heren

### 3 m plank
| rang   | sporter         | land | punten |
| ------ | --------------- | ---- | ------ |
| Goud   | Xiong Ni        | CHN  | 708.72 |
| Zilver | Fernando Platas | MEX  | 708.42 |
| Brons  | Dmitri Saoetin  | RUS  | 703.20 |
| 4      | Xiao Hailiang   | CHN  | 671.04 |
| 5      | Dean Pullar     | AUS  | 647.40 |
| 6      | Troy Dumais     | USA  | 642.72 |
| 7      | Mark Ruiz       | USA  | 638.22 |
| 8      | Ken Terauchi    | JPN  | 634.47 |

### 10 m torenspringen
| rang   | sporter            | land | punten |
| ------ | ------------------ | ---- | ------ |
| Goud   | Tian Liang         | CHN  | 724.53 |
| Zilver | Hu Jia             | CHN  | 713.55 |
| Brons  | Dmitri Saoetin     | RUS  | 679.26 |
| 4      | Alexandre Despatie | CAN  | 652.35 |
| 5      | Ken Terauchi       | JPN  | 636.90 |
| 6      | Mark Ruiz          | USA  | 625.92 |
| 7      | Igor Loekasjin     | RUS  | 624.51 |
| 8      | Mathew Helm        | AUS  | 618.24 |

### 3 m plank synchroon
| rang   | sporter                              | land | punten |
| ------ | ------------------------------------ | ---- | ------ |
| Goud   | Xiong Ni Xiao Hailiang               | CHN  | 365.58 |
| Zilver | Dmitri Saoetin Aleksandr Dobroskok   | RUS  | 329.97 |
| Brons  | Robert Newbery Dean Pullar           | AUS  | 322.86 |
| 4      | Troy Dumais David Pichler            | USA  | 320.91 |
| 5      | Fernando Platas Eduardo Rueda        | MEX  | 317.70 |
| 6      | Gilles Emptoz-Lacote Fréderic Piérre | FRA  | 310.08 |
| 7      | Tony Ally Mark Shipman               | GBR  | 296.64 |
| 8      | Nicola Marconi Donald Miranda        | ITA  | 286.38 |

### 10 m torenspringen synchroon
| rang   | sporter                              | land | punten |
| ------ | ------------------------------------ | ---- | ------ |
| Goud   | Dmitri Saoetin Igor Loekasjin        | RUS  | 365.04 |
| Zilver | Hu Jia Tian Liang                    | CHN  | 358.74 |
| Brons  | Jan Hempel Heiko Meyer               | GER  | 338.88 |
| 4      | Leon Taylor Peter Waterfield         | GBR  | 335.34 |
| 5      | Mathew Helm Robert Newbery           | AUS  | 333.24 |
| 6      | Oleksandr Skrypnik Roman Volod'kov   | UKR  | 332.22 |
| 7      | David Pichler Mark Ruiz              | USA  | 321.69 |
| 8      | Gilles Emptoz-Lacote Fréderic Piérre | FRA  | 314.94 |

## Dames

### 3 m plank
| rang   | sporter           | land | punten |
| ------ | ----------------- | ---- | ------ |
| Goud   | Fu Mingxia        | CHN  | 609.42 |
| Zilver | Guo Jingjing      | CHN  | 597.81 |
| Brons  | Dörte Lindner     | GER  | 574.35 |
| 4      | Joelia Pakhalina  | RUS  | 570.42 |
| 5      | Anna Lindberg     | SWE  | 559.17 |
| 6      | Vera Iljina       | RUS  | 555.15 |
| 7      | Chantelle Michell | AUS  | 550.68 |
| 8      | Jenny Keim        | USA  | 534.18 |

### 10 m torenspringen
| rang   | sporter                 | land | punten |
| ------ | ----------------------- | ---- | ------ |
| Goud   | Laura Wilkinson         | USA  | 543.75 |
| Zilver | Li Na                   | CHN  | 542.01 |
| Brons  | Anne Montminy           | CAN  | 540.15 |
| 4      | Sang Xue                | CHN  | 513.03 |
| 5      | Émilie Heymans          | CAN  | 511.92 |
| 6      | Olena Zjoepina          | UKR  | 489.09 |
| 7      | Anja Richter-Libiseller | AUT  | 482.16 |
| 8      | Svetlana Timosjinina    | RUS  | 478.89 |

### 3 m plank synchroon
| rang   | sporter                                       | land | punten |
| ------ | --------------------------------------------- | ---- | ------ |
| Goud   | Vera Iljina Joelia Pakhalina                  | RUS  | 332.64 |
| Zilver | Fu Mingxia Guo Jingjing                       | CHN  | 321.60 |
| Brons  | Ganna Sorokina Olena Zjoepina                 | UKR  | 290.34 |
| 4      | Chantelle Michell Loudy Tourky                | AUS  | 283.05 |
| 5      | Eryn Bulmer Blythe Hartley                    | CAN  | 279.00 |
| 6      | María Alcalá Jashia Luna                      | MEX  | 273.84 |
| 7      | Dörte Lindner Conny Schmalfuss                | GER  | 263.76 |
| 8      | Catherine Maliev-Aviolat Jacqueline Schneider | SUI  | 256.20 |

### 10 m torenspringen synchroon
| rang   | sporter                                    | land | punten |
| ------ | ------------------------------------------ | ---- | ------ |
| Goud   | Li Na Sang Xue                             | CHN  | 345.12 |
| Zilver | Émilie Heymans Anne Montminy               | CAN  | 312.03 |
| Brons  | Rebecca Gilmore Loudy Tourky               | AUS  | 301.50 |
| 4      | Marion Reiff Anja Richter-Libiseller       | AUT  | 294.00 |
| 5      | Jenny Keim Laura Wilkinson                 | USA  | 291.42 |
| 6      | Jevgenija Olshevskaja Svetlana Timosjinina | RUS  | 288.30 |
| 7      | Odile Arboles-Souchon Julie Danaux         | USA  | 277.14 |
| 8      | María Alcalá Azul Almazan                  | MEX  | 264.30 |

## Medaillespiegel
| rang   | land             | goud | zilver | brons | totaal |
| ------ | ---------------- | ---- | ------ | ----- | ------ |
| 1      | China            | 5    | 5      | 0     | 10     |
| 2      | Rusland          | 2    | 1      | 2     | 5      |
| 3      | Verenigde Staten | 1    | 0      | 0     | 1      |
| 4      | Canada           | 0    | 1      | 1     | 2      |
| 5      | Mexico           | 0    | 1      | 0     | 1      |
| 6      | Australië        | 0    | 0      | 2     | 2      |
| 6      | Duitsland        | 0    | 0      | 2     | 2      |
| 8      | Oekraïne         | 0    | 0      | 1     | 1      |
| totaal | totaal           | 8    | 8      | 8     | 24     |